# Josh Simpson
Joshua Christopher Simpson (ur. 15 maja 1983 w Burnaby) – kanadyjski piłkarz występujący na pozycji pomocnika.

## Kariera klubowa
Simpson karierę rozpoczynał jako junior w klubie LISA Vancouver. W 2001 roku wstąpił na University of Portland, gdzie stał się członkiem uniwersyteckiej drużyny piłkarskiej. W 2004 roku po zakończeniu studiów, wyjechał do Anglii, gdzie podpisał kontrakt z zespołem Millwall, grającym w Championship. W barwach Millwall zadebiutował 7 sierpnia 2004 w bezbramkowo zremisowanym meczu z Plymouth Argyle. W sezonie 2005/2006 Simpson zajął z klubem 23. miejsce w Championship i spadł z nim do League One. Wówczas odszedł z klubu.
Latem 2006 roku trafił do niemieckiego 1. FC Kaiserslautern. 21 sierpnia 2006 w przegranym 0:2 meczu z Karlsruher SC zadebiutował w 2. Bundeslidze. W Kaiserslautern Simpson spędził trzy sezony, w ciągu których zagrał tam w 63 ligowych meczach i zdobył w nich 12 bramek.
W 2009 roku przeszedł do tureckiego Vestelu Manisaspor. W latach 2012–2015 grał w BSC Young Boys, w którym zakończył karierę.

## Kariera reprezentacyjna
W reprezentacji Kanady zadebiutował 18 stycznia 2004 w wygranym 1:0 towarzyskim meczu z Barbadosem. W 2005 roku został powołany do kadry na Złoty Puchar CONCACAF. Zagrał na nim we wszystkich trzech meczach swojej reprezentacji, która odpadła z turnieju po fazie grupowej. W 2009 roku ponownie był uczestnikiem Złotego Pucharu CONCACAF. Również tym razem wystąpił we wszystkich czterech spotkaniach swojej kadry, która zakończyła turniej na ćwierćfinale. Pierwszego gola reprezentacyjnego zdobył 7 września 2010r. w meczu przeciwko Hondurasowi wygranemu przez Kanadę 1-0.